# کوانترو

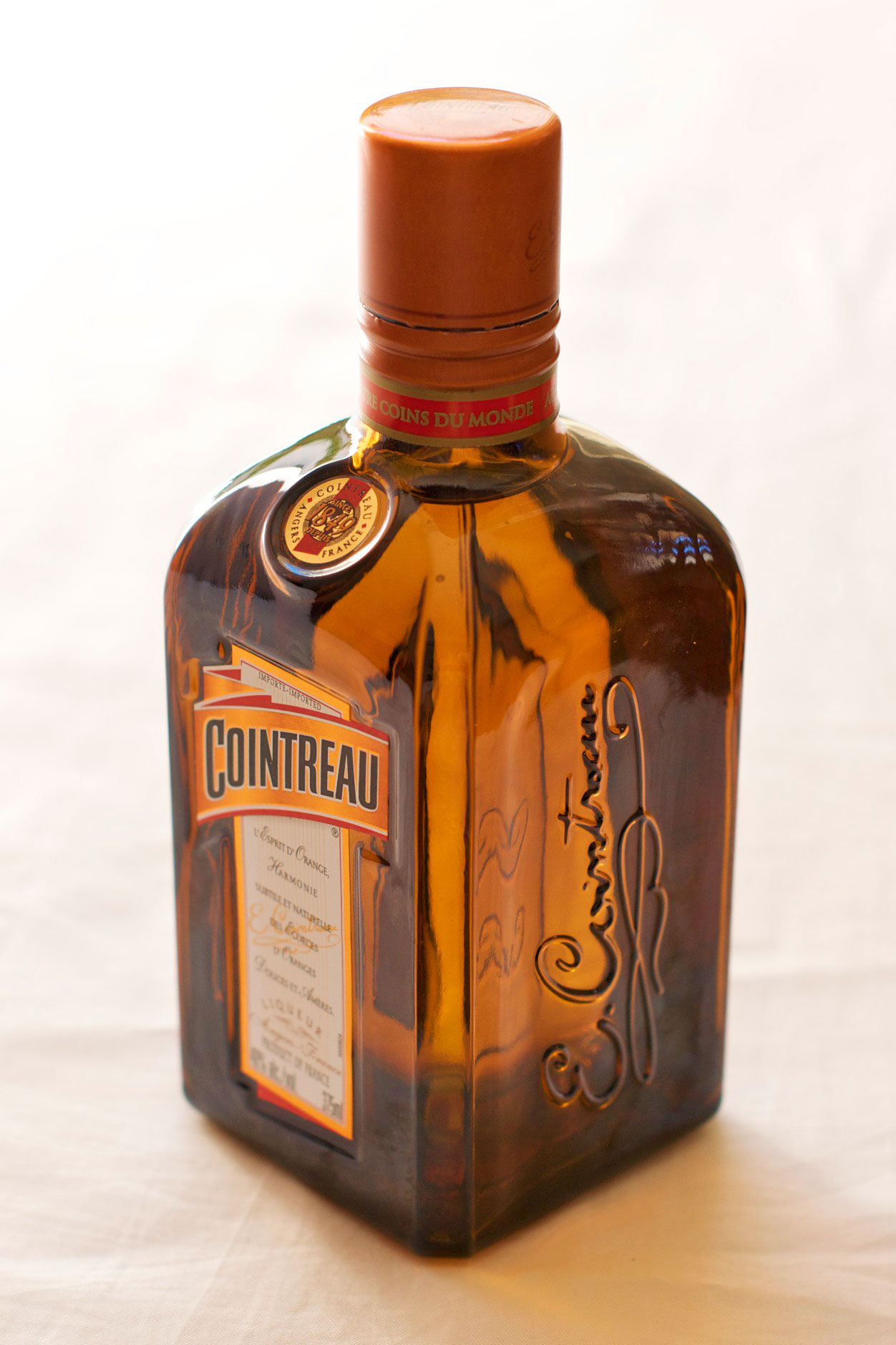
کوئنترو

کوانترو (به فرانسوی: Cointreau) یکی از نوشیدنی‌های الکلی و یک نوع لیکور با طعم پرتقال است.